# Dystrykt Solwezi
Dystrykt Solwezi – dystrykt w północno-zachodniej Zambii w Prowincji Północno-Zachodniej. W 2000 roku liczył 203 797 mieszkańców (z czego 50,17% stanowili mężczyźni) i obejmował 38 546 gospodarstw domowych. Siedzibą administracyjną dystryktu jest Solwezi.